# プロボウリングレディース新人戦
プロボウリングレディース新人戦（－しんじんせん）は、日本プロボウリング協会主催による女子ボウリング選手の新人戦である。

## 概要
- 出場枠はプロ・アマ合計で60人までとし、プロ選手は日本プロボウリング協会が公認する直近3年間に新規登録された選手に出場資格が与えられる。但し直近3年であっても過去にこの大会で優勝した選手は勝ち抜けとなるため、優勝次年度からの出場不可となる。また過去にライセンスを返上し再度プロテストに合格したプロ選手についても出場ができない。アマチュアについては、将来のプロテストの受験を申し込む予定があるという前提での参加に限る[1]。なお基本枠はプロ・アマとも30人であるが、プロの参加者数によって、アマチュア枠を若干増枠して調整する場合がある。開催の前日に「前夜祭」がある。
- 大会は初日に予選8ゲームを行い、その成績を基にプロ選手24人、アマチュア選手8人が2日目に進出する。ただし、プロ26人以下、アマチュア11人以下である場合はそれぞれ16人、4人の進出とする[1]。
- 2日目は午前中に準決勝をプロ・アマとも6ゲーム行い、プロの部は初日と合わせた14ゲームの総合成績上位8人が一般的な勝ち抜きトーナメント方式にて決勝トーナメントを行う。いづれも1ゲームマッチで、1回戦は「1位対8位」「2位対7位」「3位対6位」「4位対5位」となる。アマチュアはプロ同様初日と合わせた14ゲーム終了後の成績上位2名が決勝戦（これも1ゲームマッチ）に進出して優勝を決める[1]。
- 2022年現在、賞金総額は200万円、プロの優勝賞金は50万円。ベストアマチュア賞には記念賞品を贈る。またこれとは別に、パーフェクト賞として5万円、テレビ決勝に関してはこれにスカイ・エー提供による特別賞として10万円の合わせて15万円が支給される[1]。
- 年間ランキングについては獲得賞金とアベレージ、トータルピンは算入されるが、ポイントの算入はされない。
- なお、この模様はスカイ・Ａから全国放送され、優勝杯が同社から寄贈されている。
- 過去には浦和国際ボウルを会場としていたが、閉鎖に伴い2018年度からボウリング王国スポルト八景店にて開催される。